# آغاچ‌پینار (جیحان)
آغاچ‌پینار (به ترکی استانبولی: Ağaçpınar) یک منطقهٔ مسکونی در ترکیه است که در جیحان واقع شده‌است. کردها و ترک‌ها بیشتر جمعیت آن را تشکیل می‌دهند.